# Adam Nowak (polityk)
Adam Paweł Nowak (ur. 2 marca 1990 w Pajęcznie) – polski polityk, działacz rolniczy i pożarniczy, w latach 2018–2023 prezes Związku Młodzieży Wiejskiej, od 2024 podsekretarz stanu w Ministerstwie Rolnictwa i Rozwoju Wsi.

## Życiorys
Syn Piotra i Ireny. Absolwent Szkoły Głównej Służby Pożarniczej, kształcił się w Instytucie Ekonomiki Rolnictwa i Gospodarki Żywnościowej oraz w ramach programu wymiany międzynarodowej w Texas A&M University.
W 2007 był marszałkiem Sejmu Dzieci i Młodzieży. Wchodził w skład zarządu Polskiej Rady Organizacji Młodzieżowych. Został wiceprezesem Ochotniczej Straży Pożarnej w Marzęcicach, od 2012 wchodził w skład Zarządu Głównego OSP, od 2022 w randze wiceprezesa. Od grudnia 2018 do grudnia 2023 kierował Związkiem Młodzieży Wiejskiej, od 2021 do 2023 pozostawał wiceprezydentem Europejskiej Rady Młodych Rolników (CEJA). Zasiadał w organach doradczych: Radzie ds. Młodzieży w ramach Narodowej Rady Rozwoju, Civil Dialogue Group działającej przy Dyrekcji Generalnej Komisji Europejskiej ds. Rolnictwa i Rozwoju Obszarów Wiejskich oraz Rady Społecznej Doradztwa Rolniczego przy ministrze rolnictwa i rozwoju wsi. Należał także do komitetów monitorujących projekty finansowane z Funduszy Europejskich.
Zaangażował się w działalność polityczną w ramach Polskiego Stronnictwa Ludowego, został sekretarzem Rady Naczelnej PSL. Kandydował w wyborach do Sejmu w 2019 i 2023 oraz do sejmiku łódzkiego w 2014 i 2018. 11 stycznia 2024 został powołany na stanowisko podsekretarza stanu w Ministerstwie Rolnictwa i Rozwoju Wsi. W wyborach samorządowych 2024 uzyskał mandat radnego sejmiku łódzkiego z ramienia Trzeciej Drogi.